# Ibarre (Pyrénées-Atlantiques)
Pour les articles homonymes, voir Ibarre.
Ibarre est une ancienne commune française du département des Pyrénées-Atlantiques. Le 25 juin 1841, la commune fusionne avec Saint-Just pour former la nouvelle commune de Saint-Just-Ibarre.

## Géographie
Ibarre fait partie du pays d'Ostabarret, dans la province basque de Basse-Navarre.

## Toponymie
Son nom basque est Ibarre ('vallée').
Le toponyme Ibarre apparaît sous les formes 
Nostre-Done d'Ibarre (1472, notaires de Labastide-Villefranche, n° 2, feuillet 22) et 
Ibarren (1513, titres de Pampelune).

## Administration
| Période | Période | Identité         | Étiquette | Qualité |
| ------- | ------- | ---------------- | --------- | ------- |
| 1799    | 1831    | Arnaud Etchepare |           |         |
| 1832    | 1841    | Arnaud Arla      |           |         |

## Démographie
Le recensement à caractère fiscal de 1412-1413, réalisé sur ordre de Charles III de Navarre, comparé à celui de 1551 des hommes et des armes qui sont dans le présent royaume de Navarre d'en deçà les ports, révèle une démographie en forte croissance. Le premier indique à Ibarre la présence de 5 feux, le second de 13 feux.
| 1793 | 1800 | 1806 | 1821 | 1831 | 1836 |
| ---- | ---- | ---- | ---- | ---- | ---- |
| 148  | 168  | 173  | 160  | 176  | 146  |

## Culture locale et patrimoine

### Patrimoine civil
La ferme Etxeparea date du XVIIe siècle.

### Patrimoine religieux
La chapelle de l'Assomption de la Sainte Vierge date du XVe siècle.
Michel Garicoïts (1797-1863), prêtre et fondateur des Prêtres du Sacré-Cœur de Jésus est né à Ibarre.

## Pour approfondir